# Calopteryx transcaspica
Calopteryx transcaspica là loài chuồn chuồn trong họ Calopterygidae. Loài này được Bartenev mô tả khoa học đầu tiên năm 1912.